# سليمان بن داود الهاشمي
سليمان بن داود الهاشمي هو عالم مسلم من كبار أئمة الحديث في العصر العبّاسي.

## سيرته
هو سليمان بن داود بن داود بن علي بن عبد الله بن عباس، وكنيته أبو أيوب، كان جده داود بن علي العباسي مات وابنه حمل فلما ولد سموه باسمه داود، عاش في بغداد، قال عنه الشافعي: «ما رأيت أعقل من هذين الرجلين: أحمد بن حنبل، وسليمان بن داود الهاشمي.» وقال عنه أحمد بن حنبل: «كان يصلح للخلافة».
وكان سليمان يقول: «ربما أحدث بحديث واحد، ولي نية، فإذا أتيت على بعضه، تغيرت نيتي، فإذًا الحديث الواحد يحتاج إلى نيات.» مات سليمان سنة تسع عشرة ومائتين.

## روايته للحديث النبوي
- سمع من: إبراهيم بن سعد، وإسماعيل بن جعفر، وعبثر بن القاسم، وعبد الرحمن بن أبي الزناد، وسفيان بن عيينة، وهشيم بن بشير، وسعيد بن عبد الرحمن الجمحي ومحمد بن إدريس الشافعي.
- حدّث عنه: أحمد بن حنبل، ومحمد بن عبد الرحيم، وعباس الدوري، وإبراهيم الحربي، والحارث بن أبي أسامة، أبو مسلم الكجي، وهارون بن عبد الله الحمال، وأبو يحيى صاعقة، والحسن بن سلام السواق، وأحمد بن عبيد الله النرسي، وأحمد بن المعدل، والحسن بن محمد الزعفراني.[1][3]
- منزلته في الجرح والتعديل: وثقه أحمد بن حنبل والنسائي والدارقطني، وقال العجلي، ومحمد بن سعيد، ويعقوب بن شيبة، وأبو حاتم الرازي، والخطيب البغدادي: «كان ثقة».[4]